# YAMAGATA
株式会社 山縣印刷所は、1906年に山形平司によって横浜市で創業された株式会社。2005年に同社はいくつかのグループ子会社と合併しYAMAGATA株式会社となった。
アジア、ヨーロッパ、米国に関連会社がある。翻訳、デザイン、テクニカルマニュアルの作成、イベントプランニング、ウェブ関連サービスなど幅広いサービスを提供している。

## 沿革
創業は1906年、横浜市の地場企業への印刷サービス提供からはじまる。日本でも初期から英文活版を提供する商業印刷会社だった。初期の仕事のほとんどは主に伝票や帳票類に焦点を絞っていたが、後に技術文章の制作を含むサービスに拡張した。

## We Japanese
1935年、富士屋ホテルとの共同で制作されたWe Japaneseは、日本人の習慣について外国人に紹介するガイドブックであった。この本は1950年までに重版を繰り返し、当時ヒットした。この時の収益は戦争中の空爆被害で傷ついた社屋の立て直しなどに寄与した。